# EHealth

EHealth

Електронна система охорони здоров'я (абр.: ЕСОЗ або eHealth) — українська багатокомпонентна інформаційно-телекомунікаційна система, що забезпечує автоматизацію ведення обліку медичних послуг та управління медичною інформацією в електронному вигляді. До її складу входять центральна база даних та медичні інформаційні системи (МІС), між якими забезпечено автоматичний обмін даними через відкритий програмний інтерфейс (API).

## Ключові відомості

Національна служба здоров'я України

ЕСОЗ є одним з основних засобів впровадження нового підходу до фінансування галузі охорони здоров'я. Робота системи забезпечується Національною службою здоров'я України, яка є її власником. У впровадженні та розвитку ЕСОЗ важливу роль відіграє міжнародна технічна допомога. Адміністратором ЕСОЗ є створене з цією метою державне підприємство «Електронне здоров'я».
Доступ до відомостей із центральної бази даних (ЦБД) відбувається через медичні інформаційні системи, створені приватними підприємствами.  Завдяки цьому користувачі системи — пацієнти, лікарі, аптечні працівники, керівники закладів — отримали конкурентний вибір електронних послуг, належну технічну та консультаційну підтримку щодо роботи в системі. Оскільки ключові дані зосереджені в ЦБД, жоден важливий запис не буде втрачено через зміну МІС. Інформація у ЦБД показує цілісну картину надання медичних послуг для всієї країни, що дозволяє аналізувати та передбачати необхідні медичні послуги для населення.

## Впровадження

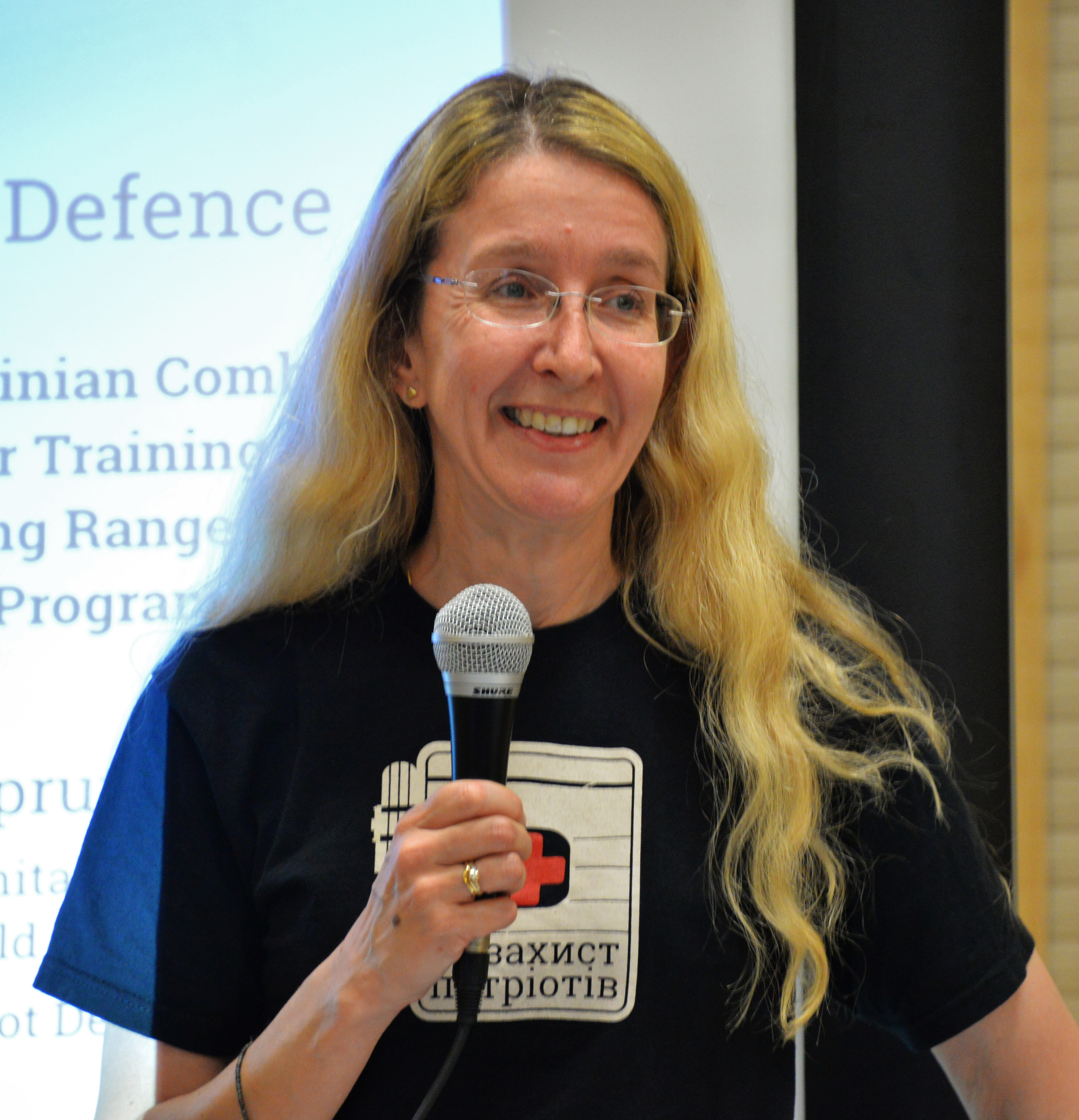
Уляна Супрун

Система впроваджувалася в Україні в межах медичної реформи, яку просувала в.о. міністра охорони здоров'я Уляна Супрун.

### 2016
27—28 квітня 2016 Міністерство охорони здоров'я та ДП «Центр електронної охорони здоров'я МОЗ» спільно зі Світовим банком і Всесвітньою організацією охорони здоров'я (ВООЗ) організували у Глібівці (Київська область) конференцію на тему розвитку електронної охорони здоров'я (E-Health) в Україні. За результатами заходу було визначено кроки для розвитку системи.
За планом, система спочатку мала охопити первинну ланку медицини — сімейних лікарів, терапевтів та педіатрів. Пацієнти укладають декларації з обраними лікарями, а лікарі реєструють ці декларації в системі. Внаслідок цього держава оплачує лікарю за кожного зареєстрованого в системі пацієнта, а пацієнт отримує гарантовані державою медичні послуги без додаткової оплати.
У подальшому система eHealth мала надати можливість кожному пацієнту швидко отримати свою медичну інформацію, а лікарям — правильно ставити діагноз з урахуванням цілісної картини здоров'я пацієнта, виписувати електронні рецепти. Система повинна містити всю медичну історію пацієнта і бути доступною як пацієнту, так і його лікарям.
Реформа розпочалася з Концепції реформи фінансування системи охорони здоров'я, схваленої Урядом Гройсмана 30 листопада 2016 р. У ній вперше закладено, що електронна система дозволить реалізувати принцип «гроші ходять за пацієнтом».
25 листопада 2016 року в Міністерстві охорони здоров'я України було підписано меморандум про співпрацю між Міністерством та представниками публічної ініціативи з електронізації сфери охорони здоров'я щодо намірів побудови в Україні електронної системи. У меморандумі задекларували, що роль держави полягатиме в розробці стандартів, політик та протоколів обміну даними, регулюванні та гарантуванні безпечності зберігання медичних даних пацієнтів. Створення ж зручних інтерфейсів для роботи лікарів, медпрацівників, керівників медичних закладів вирішили делегувати компаніям приватного IT-сектора.
22 грудня 2016 року було підписано другий меморандум — про технічні вимоги до пілотного мінімально життєздатного продукту (MVP). На той час до публічної ініціативи долучилися близько 120 учасників — експертів, членів громадських організацій та ІТ-фахівців.

### 2017
У березні 2017 року МОЗ, громадська організація «Transparency International», «Всеукраїнська мережа людей, які живуть з ВІЛ/СНІД» та Державне агентство з питань електронного урядування підписали третій меморандум, який визначив розподіл обов'язків та зони відповідальності сторін Меморандуму щодо створення та впровадження електронної системи охорони здоров'я.
Для координації роботи створили Проектний офіс, який очолив представник «Transparency International» Юрій Бугай. До цього офісу увійшли понад 180 людей: розробники інформаційних систем, представники пацієнтів, лікарів та державних органів. Усі вони були волонтерами.
«Transparency International» та «Всеукраїнська мережа людей, які живуть з ВІЛ/СНІД» розділили обов'язки. Перша відповідала за розробку та тестування елементів системи, юридичний супровід, комунікацію, технічну підтримку. Друга залучала та розподіляла ресурси, працювала з донорами, вела фінансову та публічну звітність, а також здійснювала пацієнтський контроль за роботою офісу та мала організувати аудит міжнародними компаніями «великої четвірки» не менше двох разів на рік.
Упровадження проекту стало можливим завдяки підтримці проекту USAID «HIV Reform in Action», який здійснювала Deloitte (США), проекту USAID «RESPECT», Глобального фонду боротьби зі СНІДом, туберкульозом і малярією, проекту експертної підтримки врядування та економічного розвитку (англ. Expert Deployment for Governance and Economic Growth, EDGE) за сприяння уряду Канади та інших організацій.
Безпосереднім розробником базового функціоналу системи виступило київське ТОВ «Еденлаб». Код написаний мовою Elixir.
6 квітня 2017 року Проектний офіс презентував демонстраційну версію мінімального життєздатного продукту. Перші сервіси призначалися для реформи первинної ланки: реєстрація закладів та лікарів, укладання декларацій між пацієнтами та лікарями.
Під час презентації демоверсії системи фахівці висловлювали побоювання, що система надто «технологічна», адже потребує обладнання усіх медзакладів комп'ютерами з доступом в інтернет та встановлення на них складного програмного забезпечення. Відповідно, лікарі мали навчитися вносити дані до системи та знаходити їх там. Багато лікарень можуть дублювати електронну та паперову звітність, а комп'ютери можуть давати збої і доступ до даних час від часу буде обмежений або закритий.
| Якщо ця система буде зводитися до того, аби спочатку заповнити папери, а потім перенести це все в електронну систему, то нічого не зміниться. Треба не забувати, що не всі лікарі вміють, на жаль, користуватися комп'ютерами. Але якщо ця система зменшить бюрократію, пацієнт виграє, бо лікар матиме на нього більше часу. | (Євгеній Гончар, лікар, член громадської ради при МОЗ України).
| Ми опитали 900 лікарів. І сьогодні існує три основні проблеми — це відсутність інтернету, комп’ютерів та комп'ютерної грамотності. Серед тих, хто прийшов до нас на курси, були ті, хто не розуміли, як відкрити ноутбук […] Всі ці навички будуть потрібні для роботи з реєстрами пацієнтів, ліків, електронними медичними картками. | (Артем Михайлюк, директор компанії Helsi).
19 червня до системи eHealth, яка була запущена в пілотному режимі, приєдналися перші медичні заклади.
Загальна вартість розробки першого продукту, який мав забезпечувати реєстрацію медичних закладів, реєстрацію лікарів первинної ланки та пацієнтів, а також підтримку програми «Доступні ліки», становила близько 400 тис. дол. США. Ці кошти надали міжнародні партнери..
В тестовому режимі система eHealth запрацювала з вересня 2017 року — тоді стало технічно можливо зареєструвати в системі медичний заклад, лікарів, а також ввести дані декларацій пацієнтів.
19 жовтня 2017 року Верховна Рада ухвалила Закон «Про державні фінансові гарантії медичного обслуговування населення», який набрав чинності 30 січня 2018 року. Зокрема, статтею 11 цього Закону було встановлено, що порядок функціонування електронної системи охорони здоров'я має затверджуватися Кабінетом Міністрів України з урахуванням вимог законодавства про захист персональних даних.
Передбачалося, що eHealth спричинить появу в країні глобальної статистики громадського здоров'я, електронізацію системи охорони здоров'я, а також мінімізує можливості для зловживань. Зокрема, унеможливить підробку картки або не внесення до неї якісь даних, адже кожен пацієнт матиме до неї доступ в онлайн-режимі. Планувалося забезпечити цілодобовий доступ до даних пацієнта у будь-якому медичному закладі країни — це зекономить час на пересилку медичних даних, якщо людина потребує лікарської допомоги в іншому місті.
- Паперову роботу та звітність замінять електронні реєстри.
- Кожний крок лікування (виписаний рецепт, призначені аналізи та їхні результати) буде зафіксований у системі і зможе бути використаний, наприклад, у випадку підозри на лікарську помилку.
- Усі медичні дані щодо захворюваності, віку, статі пацієнтів, виписаних ліків, сезонних та регіональних особливостей здоров'я будуть акумульовані в єдиній системі.
- Об'єднання медичних електронних систем (МІС)[16], що пропонуються бізнесом лікарням на комерційній основі.

27 грудня 2017 року Кабмін затвердив положення про Національну службу здоров'я.

### 2018
5 лютого 2018 року відбулася передача майнових прав інтелектуальної власності від Проектного офісу до держави. Відтоді за подальшу розробку та впровадження eHealth відповідає МОЗ, для чого в грудні 2017 року було створено ДП «Електронне здоров'я» (eZdorovya).
25 квітня Уряд ухвалив пакет документів, необхідних для старту нової моделі фінансування системи охорони здоров'я, зокрема, запроваджено електронний документообіг у галузі медичного обслуговування. Постановою Кабміну затверджені Порядок функціонування електронної системи охорони здоров'я та Порядок опублікування відомостей з електронної системи охорони здоров'я Національною службою здоров'я.
У квітні розпочалася приписна кампанія пацієнтів до лікарів первинної ланки. Повноцінний перехід на нову систему фінансування первинної ланки розпочався з 1 липня. Нова модель фінансування мала діяти паралельно зі старою до кінця 2018 року.
У серпні до системи приєдналося близько половини комунальних закладів і 15 мільйонів українців (кожен третій). Ця цифра значно перевищила базові очікування від реформи.

### 2019
На початку 2019 року було реалізовано функціонал реєстрації аптек та їх контрактування з НСЗУ для програми реімбурсації, а також з'явився електронний рецепт (виписка та погашення). з 1 березня в тестовому режимі запрацювала електронна медична картка. З 1 квітня запрацював електронний рецепт у межах програми «Доступні ліки». Станом на 8 липня виписано 3,8 млн рецептів, з яких відпущено більше 3 млн рецептів.
1 листопада 2019 року Національна служба здоров'я повідомила про можливість реєстрації в системі спеціалізованих та високоспеціалізованих медичних закладів (закладів вторинної та третинної ланки).

### 2020
В 2020 році було повноцінно впроваджено базові електронні медичні записи, запрацювали електронні направлення (е-Направлення) для отримання медичних послуг.
В цьому ж році відбувся реінжиніринг засвідчення факту народження дітей, а саме почато засвідчення народження фіксувати електронним медичним висновком про народження, що дозволило зокрема перевести послугу єМалятко на порталі Дія повністю в онлайн.

### 2021
Протягом року впроваджувались нові типи електронних медичних записів як от: План лікування, Вакцинація.
У відповідь на світову пандемію COVID19, в Україні також туло впроваджено цифровий COVID-сертифікат (EU DCC — Digital covid certificate) за технічною специфікацією ЄС. Україні стала першою країною, що не є членом ЄС та була підключена до глобальної системи сертифікатів для спрощення подорожей.
Також в 2021 було запущено вже другий тип медичних висновків — медичний висновок про тимчасову непрацездатність. Цей документ засвідчує результат проведеної експертизи з тимчасової непрацездатності та є підставою для автоматичного формування еЛікарняного, що оплачується роботодавцем та/або ПФУ (до поглинання в 2023 році — платником від держави був ФССУ). Впровадження системи електронних лікарняних почалося з 4 червня 2021 року. Електронний лікарняний формується автоматично після підписання медичного висновку, а роботодавець отримує можливість ознайомитися з ним на порталі Пенсійного фонду. Перехід на електронні лікарняні відбувся 1 жовтня 2021 року.
З 4 серпня 2021 користувачам системи став доступним інструмент прозорого відстеження працездатності центральної бази даних [Архівовано 1 квітня 2022 у Wayback Machine.].

### 2022
В 2022 е-Рецепт запрацював на ліки без компенсації (не за державною програмою реімбурсації) за такими групами: Антибактеріальні лікарські засоби та Наркотичні лікарські засоби.
Також було цифровізовано процеси неонатального скринінгу новонароджених.

### 2023
В 2023 е-Рецепт (в доповнення до паперового) запрацював на всі ліки які відпускаються з аптек за рецептом.
З квітня всі заклади охорони здоров'я незалежно від форми власності які провадять медичну практику мають працювати в ЕСОЗ.
Із 17 червня запрацював функціонал обліку реабілітаційних втручань на основі Міжнародної класифікації функціонування, обмеження життєдіяльності та здоров'я (МКФ). Відтепер можна вносити електронні записи про стан особи, яка потребує реабілітації, за Класифікатором функціонування, обмеження життєдіяльності та здоров'я (НК 030:2022).
При внесенні даних про реабілітаційні послуги доступні до вибору нові категорії Плану лікування за відповідним класом.
З'явилася можливість зазначати використані в Процедурі засоби за класифікатором «Допоміжні засоби для осіб з обмеженням життєдіяльності».
Якщо фахівці МДРК не мають технічної можливості вносити записи з реабілітації до ЕСОЗ, це роблять за них лікарі фізичної та реабілітаційної медицини, які очолюють МРДК.
З 1 липня лікарі-ендокринологи та лікарі первинної медичної допомоги мають обов'язково вносити в ЕСОЗ дані про категорію пацієнта, який отримує інсуліни.

### Основні практичні новації та досягнення
Експерти ОЕСР позитивно оцінили застосовану в системі модель трансформації медичної системи і рекомендували розповсюджувати її в усьому світі з метою зробити eHealth глобальним трендом. Генеральний директор ДП «Електронне здоров'я» (розробника) прокоментував це наступним чином: 
| OPSI визнали підхід eZdorovya — «Private-Public Cooperation» в eHealth одним з найперспективніших у світі[38]. |
Найбільшими проривами eHealth назвали:
- рекордно короткий час побудови;
- найшвидший у світі запуск електронних рецептів;
- ефективну відкриту архітектуру;
- найбільшу систему на протоколі FHIR[en];
- найшвидші темпи підписання декларацій[39].

Водночас, ВООЗ та Світовий банк відзначили, що станом на 2019 рік система служила перш за все для фінансових і платіжних цілей, а не виступала як повноцінна електронна система охорони здоров'я з електронними медичними записами.
За твердженням розробника, eHealth стала одним з найбільших урядових проектів з відкритим кодом у світі.

## Нормативно-правове регулювання
| Тип           | НПА |
| ------------- | --- |
| Закон України | Основи законодавства України про охорону здоров'я |
| Закон України | Про державні фінансові гарантії медичного обслуговування населення |
| Закон України | Про реабілітацію у сфері охорони здоров'я |
| Закон України | Про загальнообов'язкове державне соціальне страхування |
| Закон України | Про безпеку та якість донорської крові та компонентів крові |
| Постанова КМУ | Деякі питання електронної системи охорони здоров'я |
| Постанова КМУ | Про затвердження Ліцензійних умов провадження господарської діяльності з медичної практики |
| Наказ МОЗ     | Деякі питання ведення Реєстру медичних записів, записів про направлення та рецептів в електронній системі охорони здоров'я |
| Наказ МОЗ     | Деякі питання ведення Реєстру медичних висновків в електронній системі охорони здоров'я |
| Наказ МОЗ     | Деякі питання формування медичних висновків про тимчасову непрацездатність та проведення їхньої перевірки |
| Наказ МОЗ     | Про затвердження Порядку ведення Реєстру пацієнтів в електронній системі охорони здоров'я |
| Наказ МОЗ     | Про затвердження Правил виписування рецептів на лікарські засоби і медичні вироби, Порядку відпуску лікарських засобів і медичних виробів з аптек та їхніх структурних підрозділів, Інструкції про порядок зберігання, обліку та знищення рецептурних бланків |
| Наказ МОЗ     | Про затвердження Порядку ведення Реєстру суб'єктів господарювання у сфері охорони здоров'я в електронній системі охорони здоров'я |

## Концепція розвитку
Проєкт Концепції розвитку електронної системи охорони здоров'я було розроблено влітку 2019 року за участі Міністерства охорони здоров'я, НСЗУ та ДП «Електронне здоров'я». 4 червня його було оприлюднено для громадського обговорення.
За сподіваннями Уляни Супрун, до кінця 2023 року всі рішення в системі охорони здоров'я мали ухвалюватися на основі електронних даних.
У вересні 2019 року проєкт пройшов громадську експертизу й погодження з центральними органами виконавчої влади.
29 серпня 2019 року, після приходу до влади Президента Володимира Зеленського, Верховна Рада призначила міністром охорони здоров'я Зоряну Скалецьку. Уляну Супрун звільнили з міністерства 4 вересня. Акценти в реформуванні електронної системи охорони здоров'я зсунули в напрямку проєктів цифрової трансформації держави.
Міністр цифрової трансформації Михайло Федоров спільно з Міністром охорони здоров'я Зоряною Скалецькою погодили спільний план пріоритетів та дій щодо розвитку системи eHealth. 1 жовтня 2019 року було затверджено план розвитку системи eHealth, що містив 14 кроків, зокрема, затвердження концепції електронної системи охорони здоров'я, проведення аудиту існуючих інформаційних систем та реєстрів у цій галузі та визначення плану запровадження стандартів зберігання і передачі медичної інформації.
У червні 2020 року МОЗ планував інтегрувати систему eHealth з екосистемою «Дія».
7 вересня 2020 року проект Концепції розвитку електронної системи охорони здоров'я було подано на розгляд Кабінету Міністрів.
Концепція розвитку електронної системи охорони здоров'я була ухвалена Кабінетом Шмигаля наприкінці 2020 року.
За нею електронна система мала на меті допомогти пацієнтам в отриманні якісних медичних послуг, а лікарям — у їх наданні. Крім того, вона передбачала контроль за ефективністю витрачання виділених на охорону здоров'я державних коштів і мала запобігати зловживанням.
Система мала відкрити можливість для створення «єдиного медичного інформаційного простору» — координації й інтеграції між рівнями медичної допомоги, забезпечити інтеграцію до світового медичного інформаційного простору, запровадити ефективне управління якістю послуг.
Реалізація концепції розрахована на два етапи: до 2022 і 2025 років.
Станом на березень 2021 Міністерство охорони здоров'я планувало завершити до 2023 року такі підпроєкти ЕСОЗ: електронний кабінет пацієнта, електронний стаціонар, електронний план лікування, електронні медичні обстеження, модуль чутливих даних, електронні медичні висновки. Також мали розвиватися підпроєкти е-ліки та підпроєкти е-громадське здоров'я.

## Подальша розробка
1 квітня 2020 року почався другий етап реформи — реформа вторинної ланки. Бюджетне фінансування спеціалізованих лікарень стало залежати не від кількості місць у них, а від обсягу послуг, які надають пацієнтам. Навантаження на систему значно зросло і вона потребувала більшої потужності, але грошей на купівлю технічних ресурсів не було — замість запитаних 104,2 млн грн. (зокрема, 28,8 мільйонів гривень на хостинг) у бюджеті було виділено лише 9 мільйонів. Влітку 2020 року система дуже сповільнилася: час відгуку на запити замість планових 20 секунд збільшився до п'яти хвилин, а в пікові години — і більше, система фактично «зависала». Взаємодія в режимі реального часу стала неможливою, значно збільшився час обслуговування пацієнтів, у лікарнях зросли черги, лікарі були змушені вводити дані до комп'ютера у неробочий час (ввечері, на вихідних). На погану роботу системи нарікали працівники аптек, бухгалтери та пацієнти.
Безперебійну роботу було відновлено наприкінці літа.
У жовтні 2020 запрацював модуль електронних медичних висновків.
Під час пандемії COVID-19 в Україні вирішено утворити на базі E-Health реєстр вакцинації від коронавірусу.

### Користувальницька статистика
Станом на листопад 2021 понад 32 млн українців обрали через ЕСОЗ свого сімейного лікаря. Щодня у ній працюють понад 225 тисяч активних користувачів із понад 5000 медичних закладів. До системи внесено понад 523 млн електронних медичних записів.

## Відкриті дані та аналітичні дашборди
На основі накопичених даних в ЕСОЗ реалізовано ряд інструментів які забезпечують прозорість та підзвітність.

### Відкриті дані
Публікація та розповсюдження відкритих даних в машиночитному форматі відбувається через Єдиний державний веб-портал відкритих даних.
Набори даних доступні за посиланням.

### Аналітичні дашборди (інформаційні панелі)
Такий спосіб подачі інформації орієнтований на кінцевого користувача — громадськість та широку спільноту. Будь хто, може зайти на сайт та в зрозумілому інтерфейсі знайти інформацію, яка його цікавить. Дані є динамічними та оновлюються декілька разів на день.
Дашборди доступні за посиланням. Інструкції для максимально ефективного використання знаходяться в кінці кожного дашборду.
НСЗУ нагороджена Open Data Government Awards — за найвищі стандарти публікації відкритих даних центральними органами виконавчої влади та є лідером України серед держорганів в сфері відкритих даних.
Україна ж відповідно до рейтингу ЄС Open Data Maturity в 2022 зайняла 2-ге місце серед всіх країн що оцінювались рейтингом.

## Перелік реєстрів
Станом на квітень 2018 року в центральній базі даних передбачалося ведення таких реєстрів:
1. Реєстр пацієнтів, що містить інформацію про фізичних осіб, які мають право на гарантії згідно із Законом України «Про державні фінансові гарантії медичного обслуговування населення»
2. Реєстр декларацій про вибір лікаря, який надає первинну медичну допомогу, що містить інформацію про декларації
3. Реєстр суб'єктів господарювання у сфері охорони здоров'я, що містить інформацію про заклади охорони здоров'я, фізичних осіб — підприємців, які мають ліцензію на провадження господарської діяльності з медичної практики, та лабораторії, які уклали або мають намір подати заяву про укладення договору за програмою медичних гарантій або залучені надавачами медичних послуг до надання медичних послуг
4. Реєстр медичних спеціалістів, що містить інформацію про осіб, які здобули освіту у сфері охорони здоров'я
5. Реєстр медичних працівників, що містить інформацію про осіб, які перебувають у трудових відносинах із суб'єктами господарювання у сфері охорони здоров'я або є фізичною особою — підприємцем, яка одержала ліцензію на провадження господарської діяльності з медичної практики, та надають медичну допомогу
6. Реєстр договорів про медичне обслуговування населення, що містить інформацію про договори про медичне обслуговування населення за програмою медичних гарантій, укладені з НСЗУ
7. Реєстр договорів про реімбурсацію, що містить інформацію про договори про реімбурсацію за програмою медичних гарантій, укладені з НСЗУ
8. інші реєстри.

У квітні 2020 року до переліку було додано ще два реєстри:
- Реєстр медичних записів, записів про направлення та рецептів
- Реєстр медичних висновків

## Захист персональних даних
Порядок функціонування електронної системи охорони здоров'я затверджується Кабінетом Міністрів України з урахуванням вимог законодавства про захист персональних даних.
Законом передбачено, що доступ до даних про пацієнта, що містяться в електронній системі охорони здоров'я, можливий лише у разі отримання згоди такого пацієнта (його законного представника) у письмовій формі або у формі, що дає змогу зробити висновок про надання згоди. Без згоди доступ до інформації про пацієнта можливий у випадках:
- наявності ознак прямої загрози життю пацієнта;
- за умови неможливості отримання згоди такого пацієнта чи його законних представників (до часу, коли отримання згоди стане можливим);
- за рішенням суду.

Підписуючи декларацію про вибір лікаря, який надає первинну медичну допомогу, пацієнт (чи його законний представник) надає згоду на доступ цього лікаря до тих даних про пацієнта, які містяться в електронній системі охорони здоров'я, а також на доступ іншим лікарям за направленням у межах, необхідних для надання медичних послуг такими лікарями.
НСЗУ публікує на офіційному вебсайті дані, накопичені в системі, за умови знеособлення персональних даних відповідно до вимог Закону України «Про захист персональних даних», що підвищує безпеку системи та відповідає європейським правилам GDPR. Належне збереження даних у системі має гарантуватися міжнародним стандартом управління безпекою ISO:27001.

## Виявлені проблеми
НСЗУ доводилося боротися з дублюванням даних у системі та регулярно деактивувати подвійні записи, щоб не допускати виплат за ними. Станом на 25 липня 2019 було виявлено й деактивовано 480 тис. дублів декларацій із лікарями первинної ланки. Наявність цієї проблеми підтвердив і звіт ВООЗ—СБ 2019 року. У звіті також зазначено, що реєстр не інтегровано з іншими національними реєстрами, і він не забезпечує оперативного оновлення даних.
Улітку 2019 року міжнародні партнери висловлювали серйозну занепокоєність щодо надійності зберігання персональних даних пацієнтів і належного їх захисту. На початку 2020 року eHealth отримала атестат відповідності комплексній системі захисту інформації. На думку міністра цифрової трансформації Михайла Федорова питання захисту персональних даних таким чином було остаточно вирішено.
Під час кампанії з вакцинації проти COVID-19 до системи eHealth у великій кількості потрапили неправдиві дані про начебто вакцинованих осіб, внесені корупційним шляхом.
На додачу до потужної антивакцинаторної кампанії, Росія здійснює інформаційні атаки на ЕСОЗ, спрямовані на дезінформацію щодо її роботи. За твердженням МОЗ, проросійські інформаційні джерела таким чином сіють недовіру до державних медичних послуг та дестабілізують ситуацію в системі охорони здоров'я.